# 127 часов
«127 часо́в» (англ. 127  Hours) — драматический триллер режиссёра Дэнни Бойла и сценариста Саймона Бофоя, которые прежде работали вместе над фильмом «Миллионер из трущоб». Фильм основан на книге Арона Ралстона «127 часов. Между молотом и наковальней» (англ. Between a Rock and a Hard Place). Картина вышла на киноэкраны США 5 ноября 2010 года. Премьера в России состоялась 17 февраля 2011 года.

## Сюжет
В апреле 2003 года заядлый альпинист Арон Ралстон отправляется в поход по национальному парку Каньонлендс в штате Юта, никому не сказав об этом. Он подружился с заблудившимися туристками Кристи и Меган и даёт им указания. Сопровождая их, он показывает подземный бассейн. Все трое хорошо проводят там время, и в тот же день девушки приглашают его на вечеринку, которая состоится следующей ночью. Арон соглашается и прощается с девушками. Он продолжает путь через каньон слот в каньоне Блюджон. Во время восхождения валун весом 800 фунтов (362 кг), на котором он висел, отваливается и заставляет их обоих упасть, что прижимает правую руку Арона к стене. Ралстон пытается сдвинуть валун, но тот не поддаётся. Вскоре он начинает вести видеодневник, используя видеокамеру для поддержания боевого духа, откалывая части валуна перочинным ножом. В какой-то момент нож выпадает у Арона из руки, и он вынужден использовать босые ноги и небольшую ветку, чтобы поднять его. В течение следующих пяти дней Арон ограничивает себя едой и оставшимися 300 миллилитрами воды, изо всех сил пытается согреться по ночам и вынужден пить мочу, когда вода заканчивается. Он также устанавливает блок, используя свою альпинистскую верёвку, в тщетной попытке поднять валун.
На протяжении нескольких дней Арон впадает в отчаяние и депрессию, у него начинаются галлюцинации об освобождении, отношениях и прошлых воспоминаниях, включая свою семью и бывшую девушку Рану. Он также представляет, как идёт на вечеринку, на которую его пригласили, и веселится. Во время одной из галлюцинаций Арон понимает, что его ошибка заключалась в том, что он никому не сказал, куда направляется и на какой срок. На шестой день Арону является видение его будущего сына, подстёгивающее его волю к выживанию. Он мастерит жгут из трубчатой изоляции CamelBak и с помощью карабина затягивает его. Затем, используя свои знания о крутящем моменте, он ломает кости своей руки и, используя мультиинструмент, медленно отрезает её. Затем Арон обматывает культю, чтобы предотвратить кровопотерю, и фотографирует валун, прежде чем спуститься по канату с высоты 65 футов (20 м). Затем он находит немного дождевой воды, собранной во время спуска, выпивает застоявшуюся воду и продолжает путь. В пустыне он замечает семью туристов и зовёт на помощь. Ему дают воды и сообщают властям; вертолёт дорожной патрульной службы штата Юта доставляет Арона в больницу.
Эпилог показывает, что годы спустя Арон женился и у него родился сын. Он продолжает заниматься альпинизмом и всегда оставляет записку, в которой сообщает своей семье, куда отправился.

## В ролях
| Актёр         | Роль                        |
| ------------- | --------------------------- |
| Джеймс Франко | Арон Ралстон                |
| Эмбер Тэмблин | Меган Макбрайд              |
| Кейт Мара     | Кристи Мур                  |
| Лиззи Каплан  | Соня Ралстон (сестра Арона) |
| Клеманс Поэзи | Рейна (возлюбленная Арона)  |
| Кейт Бёртон   | Донни Ралстон (мать Арона)  |
| Трит Уильямс  | Ларри Ралстон (отец Арона)  |

## Критика

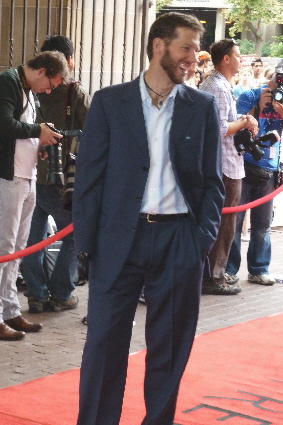
Арон Ралстон на премьере фильма на Кинофестивале в Торонто в 2010 году

Фильм был высоко оценён кинокритиками. На Rotten Tomatoes фильм имеет рейтинг 93 %, что основано на 229 рецензиях критиков, со средней оценкой 8,3 из 10. На Metacritic — 82 балла из 100 на основе 38 обзоров.
Роджер Эберт дал фильму высшую оценку — 4 звезды. Жизель Эмами из The Huffington Post назвала выступление Франко  «завораживающим». В своей статье для DVD Talk Кейси Берчби пришел к выводу, что «„127 часов“ останутся с вами не обязательно как история выживания, но как история мучительного внутреннего опыта».

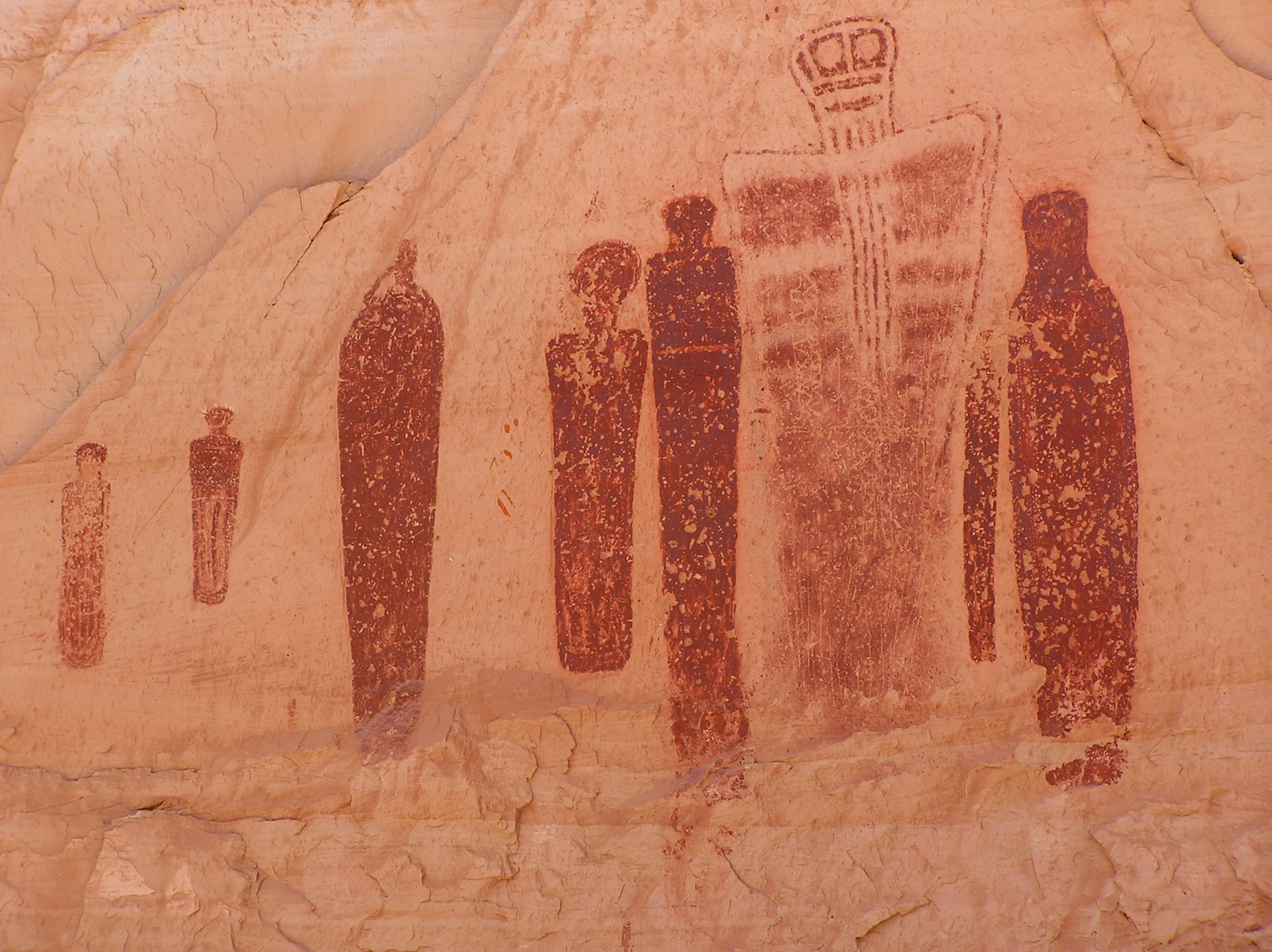
Наскальные изображения из Horseshoe Canyon встречаются в фильме

## Связь с реальной историей
Фильм точно повторяет реальные события, за исключением нескольких сцен. Так Ралстон действительно встретил двух туристок, но не показывал им спрятанное озеро. В фильме был точно воссоздан тот набор снаряжения, который был у Ралстона с собой, и количество имевшейся у него воды.
Сам Арон Ралстон активно участвовал в подготовке к созданию фильма. Он делился своими воспоминаниями с создателями фильма, в том числе показал им видеопослания, которые он снимал, находясь в расщелине.

## Съёмки
Съёмки проходили как в самом каньоне Блю Джон, точно в том месте, где случилось происшествие, так и в съёмочном павильоне, где была сделана точная копия щели, в которой оказался пленён главный герой.

## Награды и номинации
- 2011 — шесть номинаций на премию «Оскар»: лучший фильм (Кристиан Колсон, Дэнни Бойл, Джон Смитсон), лучший адаптированный сценарий (Дэнни Бойл, Саймон Бьюфой), лучшая мужская роль (Джеймс Франко), лучший монтаж (Джон Харрис), лучшая оригинальная музыка к фильму (Алла Ракха Рахман), лучшая оригинальная песня («If I Rise», авторы — Алла Ракха Рахман и Роланд Армстронг, исполнитель — Dido)
- 2011 — восемь номинаций на премию BAFTA: награда имени Александра Корды за лучший британский фильм года, награда имени Дэвида Лина за режиссуру (Дэнни Бойл), лучший адаптированный сценарий (Дэнни Бойл, Саймон Бьюфой), лучшая мужская роль (Джеймс Франко), лучшая операторская работа (Энтони Дод Мэнтл, Энрике Чедьяк), лучший монтаж (Джон Харрис), награда имени Энтони Эсквита за музыку к фильму (Алла Ракха Рахман), лучший звук (Гленн Фримантл)
- 2011 — три номинации на премию «Золотой глобус»: лучший сценарий (Дэнни Бойл, Саймон Бьюфой), лучшая мужская роль — драма (Джеймс Франко), лучшая оригинальная музыка (Алла Ракха Рахман)
- 2011 — премия «Независимый дух» за лучшую мужскую роль (Джеймс Франко)
- 2011 — две номинации на премию «Независимый дух»: лучший фильм и лучший режиссёр (Дэнни Бойл)
- 2011 — номинация на премию Гильдии киноактёров США за лучшую мужскую роль (Джеймс Франко)
- 2011 — номинация на премию Гильдии сценаристов США за лучший адаптированный сценарий (Дэнни Бойл, Саймон Бьюфой)

## Саундтрек
| №                   | Название                             | Автор(ы)                                                                               | Исполнитель             | Длительность |
| ------------------- | ------------------------------------ | -------------------------------------------------------------------------------------- | ----------------------- | ------------ |
| 1.                  | «Never Hear Surf Music Again»        | John Pugh                                                                              | Free Blood              | 5:52         |
| 2.                  | «The Canyon»                         | Алла Ракха Рахман                                                                      | Алла Ракха Рахман       | 3:01         |
| 3.                  | «Liberation Begins»                  | Алла Ракха Рахман                                                                      | Алла Ракха Рахман       | 2:14         |
| 4.                  | «Touch Of The Sun»                   | Алла Ракха Рахман                                                                      | Алла Ракха Рахман       | 4:39         |
| 5.                  | «Lovely Day»                         | Билл Уизерс, Скип Скарборо                                                             | Билл Уизерс             | 4:16         |
| 6.                  | «Nocturne No.2 in E flat, Op.9 No.2» | Фредерик Шопен                                                                         | Владимир Ашкенази       | 4:01         |
| 7.                  | «Ça plane pour moi»                  | Лу Депрейк, Ив Лакомбле                                                                | Plastic Bertrand        | 3:00         |
| 8.                  | «Liberation In A Dream»              | Алла Ракха Рахман                                                                      | Алла Ракха Рахман       | 4:06         |
| 9.                  | «If You Love Me (Really Love Me)»    | Музыка Маргерит Монно Оригинальная лирика Эдит Пиаф (Английский текст Джеффри Парсонс) | Эстер Филлипс           | 3:27         |
| 10.                 | «Acid Darbari»                       | Алла Ракха Рахман                                                                      | Алла Ракха Рахман       | 4:21         |
| 11.                 | «R.I.P.»                             | Алла Ракха Рахман                                                                      | Алла Ракха Рахман       | 5:11         |
| 12.                 | «Liberation»                         | Алла Ракха Рахман                                                                      | Алла Ракха Рахман       | 3:11         |
| 13.                 | «Festival»                           | Йоун Тоур Биргиссон, Орри Паудль Дирасон, Георг Хоульм, Кьяртан Свейнссон              | Sigur Rós               | 9:26         |
| 14.                 | «If I Rise»                          | Музыка Алла Ракха Рахман Стихи Dido и Роланд Армстронг                                 | Dido, Алла Ракха Рахман | 4:38         |
| Общая длительность: | Общая длительность:                  | Общая длительность:                                                                    | Общая длительность:     | 61:23        |